# Ryder Cup 2018
Navigation
2016 2020
La Ryder Cup 2018, quarante-deuxième édition de la Ryder Cup, a lieu du 28 au 30 septembre 2018 au Golf national de Saint-Quentin-en-Yvelines, en France. Sur le parcours Albatros, réaménagé pour l'occasion, la deuxième édition organisée en Europe continentale, après la Ryder Cup 1997 en Espagne, réunit douze des meilleurs joueurs américains contre douze des meilleurs joueurs européens sur trois jours.
Tenants du titre, les Américains et leur capitaine Jim Furyk enregistrent le retour de l'ancien numéro 1 mondial Tiger Woods, absent des deux éditions précédentes. Il est accompagné de Phil Mickelson, son ancien rival gaucher. L'équipe américaine comprend également une jeune garde âgée de 25 ans composée de Jordan Spieth, Bryson DeChambeau et Justin Thomas. Triple vainqueur en majeur, Brooks Koepka s'est également qualifié tout comme le numéro 1 mondial Dustin Johnson, Rickie Fowler, Bubba Watson et Webb Simpson. Le dernier choix de Furyk s'est porté sur Tony Finau.
Sur son sol, l'équipe européenne est guidée par le capitaine Thomas Bjørn. Vainqueur de l'Open britannique, l'Italien Francesco Molinari est attendu, tout comme le numéro 2 mondial Justin Rose qui a un bilan très positif en Ryder Cup et le Nord-Irlandais Rory McIlroy, l'un des plus gros frappeurs du monde. Des huit joueurs qualifiés directement au classement, cinq d'entre eux n'ont jamais joué la compétition. Le capitaine Bjørn complète son équipe en ajoutant les expérimentés Sergio García, Henrik Stenson, Paul Casey et Ian Poulter. Les Anglais sont les mieux représentés avec cinq membres : Rose, Poulter, Casey, Tyrrell Hatton et Tommy Fleetwood.
Avantagée par une meilleure connaissance du parcours et une meilleure forme collective, l'équipe européenne remporte la Ryder Cup 2018 sur le score de 17½ à 10½, la douzième victoire de l'équipe Europe dans l'histoire de la compétition, sa sixième consécutive à domicile. La paire de Francesco Molinari et Tommy Fleetwood reste dans l'histoire de la Ryder Cup comme la première association européenne à remporter ses quatre rencontres en double. En gagnant son duel individuel, l'Italien Molinari devient le premier golfeur européen à apporter cinq points à son équipe.

## Organisation

### Candidatures
La candidature française présentée par la Fédération française de golf est acceptée en 2011 par le comité exécutif de la Ryder Cup. Elle est préférée aux autres candidatures européennes des Pays-Bas, de l'Allemagne, du Portugal, de la Suède et de l'Espagne. Le président de la Commission Ryder Cup France 2018 est l'entrepreneur Pascal Grizot.

### Parcours

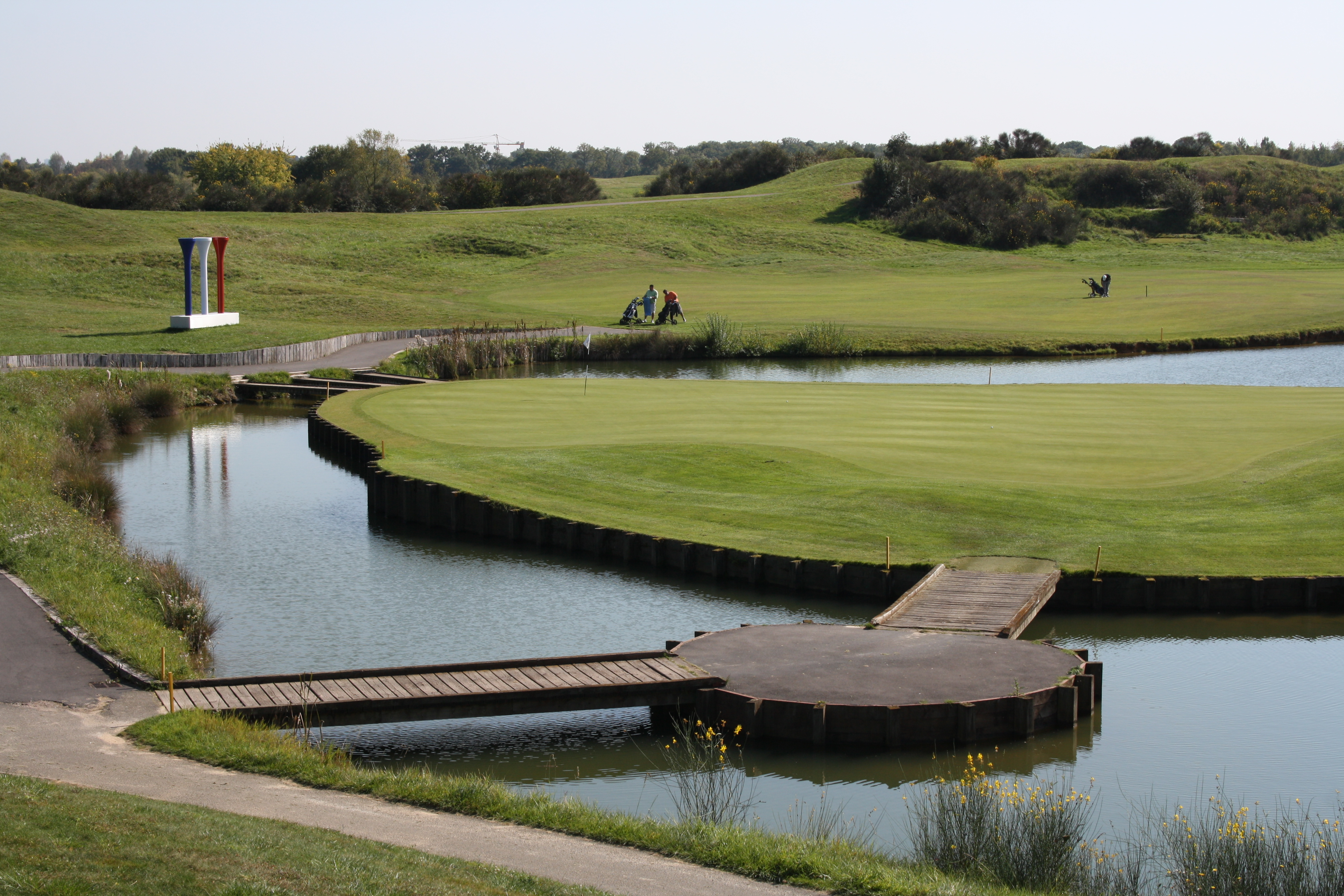
Les nombreux plans d'eau du Golf national (ici en 2011) nécessitent d'importants travaux pour accueillir la Ryder Cup 2018.

La Ryder Cup 2018 se déroule sur le parcours de l'Albatros du Golf national à Guyancourt en France,. Après l'édition 2015 de l'Open de France, le parcours ferme pendant neuf mois pour d'importants travaux en vue d'accueillir la compétition. Les objectifs de ces travaux, évalués à 6 millions d'euros, sont d'aménager les abords du parcours pour pouvoir accueillir les milliers de spectateurs attendus, homogénéiser le parcours et refaire le système d'irrigation et d'évacuation de l'eau. Un nouveau practice est également construit au début de l'année 2018.
Décrit comme un tracé rugueux et spectaculaire, il permet aux joueurs d'attaquer en début de parcours avant de demander plus de contrôle,. En reconnaissance en vue de la compétition, l'Américain Bubba Watson, déclare que c'est un « parcours de deuxième coup » alors que son compatriote Jordan Spieth estime qu'il privilégie un « concours de putting »,. L'Albatros privilégie la précision à la longueur des coups, une donnée importante considérant que les Américains sont habitués à frapper fort sur le circuit PGA pour faire le spectacle,,. Outre les fairways étroits, les greens ont volontairement été ralentis pour donner un avantage aux Européens.
L'architecte du parcours, Hubert Chesneau, a donné un nom à chaque trou,. Le parcours Albatros débute par l'En avant, un par-4 de 380 mètres qui est « un peu intimidant depuis le tee, avec toutes ces herbes hautes » selon Sergio García. Pour l'événement, une tribune provisoire de 6 500 personnes est installée, la plus grande de l'histoire de la Ryder Cup. Pour la Ryder Cup, trois trous se jouent depuis les boules blanches et non les boules noires au départ, les trous 7, 9 et 14.
Le trou no 3, intitulé Le Mérantais, est le premier par-5 du parcours et est évalué comme le trou le plus simple de celui-ci et une réelle opportunité de faire un eagle,,.
Les quatre derniers trous du parcours forment « le Tribunal » avec Le Juge au trou 15, L'Appel au 16, Le Verdict au 17 et La Foule au 18. Pour Jon Rahm, ce dernier est l'un des cinq trous les plus difficiles qu'il ait eu à jouer.
| Aller | Aller | Aller                     | Retour | Retour | Retour                    |
| N°    | Par   | Distance (yards / mètres) | N°     | Par    | Distance (yards / mètres) |
| ----- | ----- | ------------------------- | ------ | ------ | ------------------------- |
| 1     | 4     | 383 / 416                 | 10     | 4      | 343 / 383                 |
| 2     | 3     | 192 / 213                 | 11     | 3      | 163 / 191                 |
| 3     | 5     | 510 / 563                 | 12     | 4      | 396 / 443                 |
| 4     | 4     | 445 / 487                 | 13     | 4      | 379 / 427                 |
| 5     | 4     | 370 / 405                 | 14     | 5      | 544 / 607                 |
| 6     | 4     | 348 / 383                 | 15     | 4      | 373 / 399                 |
| 7     | 4     | 418 / 481                 | 16     | 3      | 162 / 175                 |
| 8     | 3     | 190 / 208                 | 17     | 4      | 439 / 484                 |
| 9     | 5     | 529 / 596                 | 18     | 4      | 431 / 470                 |
| Aller | 36    | 3 385 / 3 752             | Retour | 35     | 3 320 / 3 579             |

### Sécurité
Avec la potentielle présence du Président de la République française Emmanuel Macron et du Président des États-Unis Donald Trump, passionné de golf, la sécurité de l'événement est attendue comme la plus stricte depuis le lendemain des attentats du 11 septembre 2001. Le Golf national est situé à quelques kilomètres du quartier général du Groupe d'intervention de la Gendarmerie nationale (GIGN) situé à Satory et de celui du RAID qui est à Bièvres. La sécurité de l’événement prévoit qu'aucun spectateur n'accède au parcours avec son véhicule mais par le biais de bus aux départs de Saint-Quentin-en-Yvelines, Montigny-le-Bretonneux et Massy-Palaiseau où des fouilles et détecteurs de métaux sont prévus,,. Il est prévu que le Technocentre Renault de Guyancourt soit fermé pour l'occasion. Le survol de l'espace aérien au-dessus du parcours et de Versailles est partiellement interdit. Les golfeurs américains Jordan Spieth et Tiger Woods se déclarent sereins un mois avant la compétition.

### Spectateurs
Sur le parcours, les organisateurs attendent plus de 50 000 spectateurs lors de chaque journée de compétition, il reste des billets à la vente à dix jours du début de la compétition. Un espace créé pour les supporteurs est mis en place sur le parvis de l'hôtel de ville de Paris. Deux villages avec des espaces de restauration et de boutiques sont mis en place sur le parcours pour l'événement, l'un à proximité du trou 17 et l'autre entre les trous 6 et 7.
Dans une ambiance de fête, les spectateurs européens, sur leur sol, sont nettement en supériorité numérique face aux Américains qui représentent seulement 7%. Provocateur à Hazeltine deux ans auparavant, Patrick Reed se fait huer par les spectateurs tout au long de la semaine.
Michael Jordan a confirmé sa présence dans le cadre de la présentation de sa collaboration avec le Paris Saint-Germain.
En ouverture du bal des festivités de la Ryder Cup, des célébrités européennes et américaines s'affrontent sur le parcours de l'Albatros. Du côté européen, Yannick Noah est associé à Guy Forget. Ils jouent contre John McEnroe et le chanteur James Blake. La rencontre entre la paire composée de Dany Boon et le joueur de rugby Brian O'Driscoll et celle des acteurs Samuel L. Jackson et Kurt Russell séduit également les spectateurs présents. Parmi les autres vedettes venues pour l'occasion, David Ginola, Laura Flessel ou encore Luis Figo jouent sur le Golf national. Du côté américain, la présence de Condoleezza Rice est remarquée tout comme celles des acteurs Jamie Dornan et Kurt Russell. Les États-Unis remportent cette partie de gala sur le score de 25 à 13.

## Équipes

### Capitaines

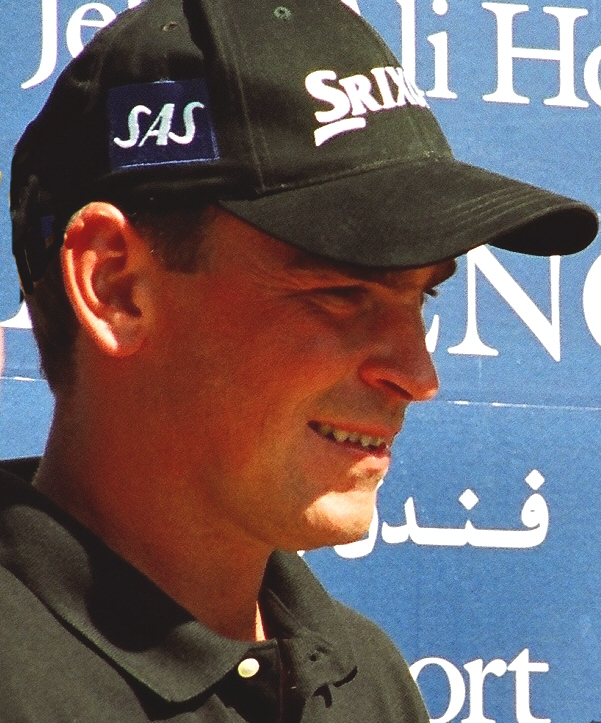
Thomas Bjørn, ici en 2006.

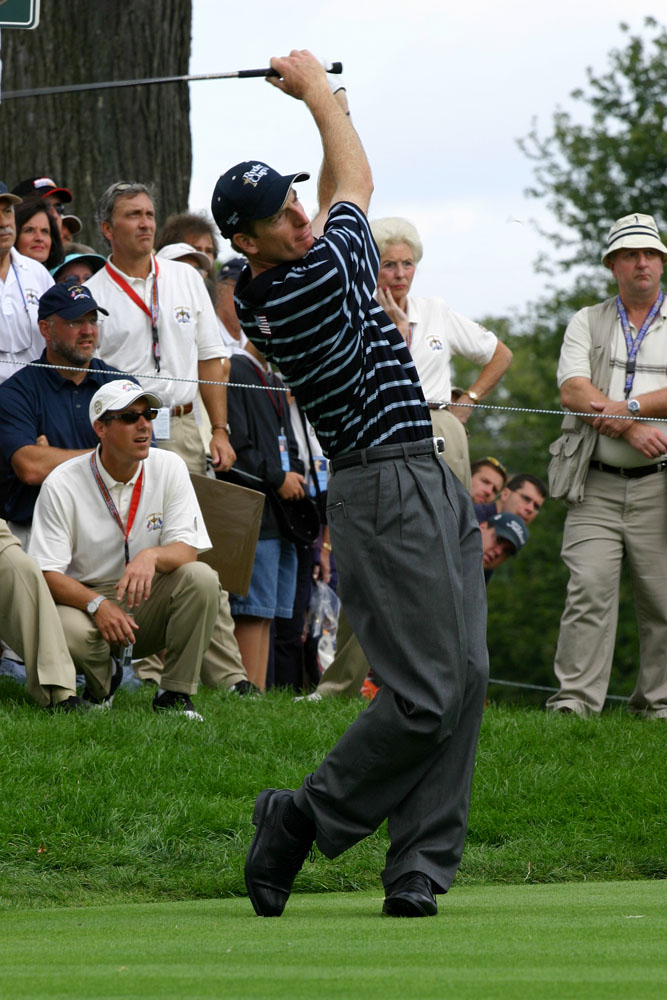
Jim Furyk lors de la Ryder Cup 2004.

En décembre 2016, Thomas Bjørn est choisi comme capitaine de l'équipe européenne pour la Ryder Cup 2018. Quelques semaines plus tard, les États-Unis désignent à leur tour Jim Furyk. Les deux hommes sont capitaines de Ryder Cup pour la première fois et ont déjà joué le tournoi chacun à plusieurs reprises : trois pour le capitaine européen, en 1997, 2002 et 2014, et neuf pour son homologue américain, en 1997, 1999, 2002, 2004, 2006, 2008, 2010, 2012 et 2014.
Après avoir choisi Robert Karlsson en mai 2017, Thomas Bjørn choisit quatre autres vice-capitaines en mai 2018 Padraig Harrington, Lee Westwood, Graeme McDowell et Luke Donald. Bjørn compte sur leur expérience notamment celle de Lee Westwood, qui avec sept victoires en dix participations, est l'européen ayant remporté le plus d'édition.
Le capitaine américain Jim Furik est secondé par trois vice-captaines : David Duval, Zach Johnson et Matt Kuchar.

### Joueurs
Le 2 septembre 2018, les huit joueurs européens automatiquement qualifiés sont annoncés. Francesco Molinari, Justin Rose, Tyrrell Hatton et Tommy Fleetwood sont qualifiés par les points du circuit européen. Jon Rahm, Rory McIlroy, Alexander Norén et Thorbjørn Olesen sont qualifiés par les points du circuit mondial. Trois jours plus tard, le capitaine Thomas Bjørn annonce ses quatre choix pour compléter l'équipe européenne : Paul Casey, Sergio García, Ian Poulter et Henrik Stenson.
Les huit joueurs américains qualifiés automatiquement sont annoncés le 13 août 2018. Il s'agit de Brooks Koepka, Dustin Johnson, Justin Thomas, Patrick Reed, Bubba Watson, Jordan Spieth, Rickie Fowler et Webb Simpson. Début septembre, Jim Furyk annonce ses premiers choix de capitaine : Bryson DeChambeau, Phil Mickelson et Tiger Woods. Une semaine plus tard, il annonce le dernier joueur américain choisi : Tony Finau.
| Europe             | Europe                              | États-Unis        | États-Unis                           |
| ------------------ | ----------------------------------- | ----------------- | ------------------------------------ |
|                    |                                     |                   |                                      |
| Capitaines         |                                     |                   |                                      |
| Thomas Bjørn       | Thomas Bjørn                        | Jim Furyk         | Jim Furyk                            |
| Joueur             | Note                                | Joueur            | Note                                 |
| Paul Casey         | Choix du capitaine 4e participation | Bryson DeChambeau | Choix du capitaine débutant          |
| Tommy Fleetwood    | débutant                            | Tony Finau        | Choix du capitaine débutant          |
| Sergio García      | Choix du capitaine 9e participation | Rickie Fowler     | 4e participation                     |
| Tyrrell Hatton     | débutant                            | Dustin Johnson    | 4e participation                     |
| Rory McIlroy       | 5e participation                    | Brooks Koepka     | 2e participation                     |
| Francesco Molinari | 3e participation                    | Phil Mickelson    | Choix du capitaine 12e participation |
| Alexander Norén    | débutant                            | Patrick Reed      | 3e participation                     |
| Thorbjørn Olesen   | débutant                            | Webb Simpson      | 3e participation                     |
| Ian Poulter        | Choix du capitaine 6e participation | Jordan Spieth     | 3e participation                     |
| Jon Rahm           | débutant                            | Justin Thomas     | débutant                             |
| Justin Rose        | 5e participation                    | Bubba Watson      | 4e participation                     |
| Henrik Stenson     | Choix du capitaine 6e participation | Tiger Woods       | Choix du capitaine 8e participation  |

Pendant la semaine de compétition, des premiers entraînements aux célébrations de l'équipe victorieuse, les deux équipes sont logées au Trianon Palace à Versailles. C'est l'une des premières fois dans l'histoire de la compétition que les deux équipes sont logés sous le même toit. Les deux capitaines ont reconnu les lieux à plusieurs reprises en amont de l’événement et sont logés dans les suites « Terrasse » du sixième étage qui bénéficient d'une vue sur le Château de Versailles. À l'occasion de la compétition, des initiations au golf sont organisées devant le Château.

## Gala
Dans de magnifiques costumes et robes, les deux équipes et leurs épouses et compagnes assistent à un majestueux gala organisé au Château de Versailles. La soirée de prestige se tient dans l'orangerie du château de Versailles. Seul joueur célibataire de l'équipe européenne, Thorbjørn Olesen est mis en avant par son équipe en posant avec toutes les femmes des autres joueurs. Deux ans après avoir fait les gros titres pour être le seul joueur non accompagné du gala de la Ryder Cup 2016, Rickie Fowler est cette-fois en compagnie de sa fiancée Allison Stokke. L'événement réunit 1 200 convives parmi les plus prestigieux du monde du golf. Servi par Lenôtre, le dîner est un médaillon de volaille au foie gras et morilles. Après le repas, un feu d'artifice est tiré au-dessus des fontaines du parc et des jardins du palais.

## Compétition
Animée par David Ginola, la cérémonie d'ouverture introduit les capitaines après les hymnes nationaux français, américain et européen. Jim Furyk déclare : « Quel honneur de me tenir devant vous aujourd'hui ; c'est un privilège de servir en tant que capitaine américain et un plaisir de l'être en France... l'histoire de l'Amérique... ne peut être racontée sans évoquer l'étroite relation entre l'Amérique et la France, de Lafayette aux côtés de Washington au cadeau de la statue de la Liberté à notre alliance dans les luttes pour la liberté au XXe siècle. Cette semaine est un signe du lien que nous avons construit qui a pour symbole la statue de la Liberté... Alors qu'entre les cordes nous rivalisons l'un contre l'autre, en dehors nous nous tenons côte à côte »,. Après une minute de chants, Thomas Bjørn enchaîne : « Je peux dire la main sur le cœur que je n'ai jamais été aussi fier que je le suis actuellement en étant capitaine de l'Europe pour cette Ryder Cup. Mener ces douze joueurs est un incroyable honneur et je suis ravi de l'être sur le parcours de l'une des belles villes du monde. Chaque pays européen est fier de son histoire et il n’y en a peut-être aucun avec un héritage plus grand que la France... de frapper des balles depuis la Tour d'Eiffel à dîner au palais de Versailles, le séjour a été mémorable ici... »,. Après la présentation des joueurs, les paires de la première session du lendemain sont annoncées à la foule.

### Première journée
Vendredi 28 septembre 2018 - Matin
La première journée de compétition commence par quatre matches en fourballs (ou « quatre balles »). Dans ce format, par équipe de deux joueurs, tous les golfeurs jouent leurs balles et le golfeur qui réalise le meilleur score du trou donne un point à son équipe. Si un joueur européen et un joueur américain sont à égalité, les deux équipes partagent le trou.
Devant au score sur la majorité du parcours, la paire européenne de Justin Rose et John Rahm s'incline sur le fil dans la première partie de la matinée. Malgré une approche exceptionnelle de Rose tombée dans le trou, la paire européenne manque plusieurs opportunités d'augmenter son avance. N'arrivant pas à capitaliser sur la tendance de Brooks Koepka à frapper ses balles trop à gauche, déstabilisé après avoir touché une spectatrice au trou no 6,, l'équipe européenne voit fondre son avance sur un coup de fer chanceux de Tony Finau sur le no 16 qui rebondit sur le rebord de l'eau avant de se placer juste à côté du trou. Les Européens s'inclinent après un dernier trou catastrophique qui voit Rose mettre une balle dans l'eau et Rahm dévisser son drive.
Dans une matinée difficile, Rory McIlroy ne réalise pas un birdie de ses 18 trous joués, laissant la paire composée par Johnson et Fowler remporter quatre des cinq trous entre le 9 et le 13 avant d'assurer la victoire au trou no 16,.
Partis idéalement avec une avance de trois points après sept trous grâce à un excellent départ de Jordan Spieth, la paire américain Spieth-Thomas voit le duo d'Anglais Paul Casey et Tyrrell Hatton revenir à égalité en gagnant trois trous de suite entre les trous 11 et 13,. Justin Thomas offre aux Américains un point au 15e trou pour donner un avantage décisif à son équipe qu'elle va conserver jusqu'à la fin du parcours.
La dernière partie de la matinée voit Tiger Woods être associé à Patrick Reed face à Molinari et Fleetwood. Dominés en début de parcours, les Européens enchaînent sur le retour, d'abord avec des birdies de Molinari aux trous 11 et 12 puis deux putts réussis de Fleetwood aux 15 et 16. Aidés par un Patrick Reed dans un mauvais jour, trouvant l'eau dès le premier trou. L'Italien conclut la rencontre au 17e trou avec son quatrième birdie de la journée.
Après la session du matin, le score est de trois points à un en faveur des États-Unis,. Soutenu par les spectateurs présents autour du parcours, Tiger Woods manque son retour dans la Ryder Cup, à la fois maladroit dans ses mises en jeu et peu en réussite au putting.
| Europe               | Résultats           | États-Unis       |
| -------------------- | ------------------- | ---------------- |
| Rahm / Rose          | États-Unis : 1 up   | Koepka / Finau   |
| McIlroy / Olesen     | États-Unis : 4 et 2 | Johnson / Fowler |
| Casey / Hatton       | États-Unis : 1 up   | Spieth / Thomas  |
| Molinari / Fleetwood | Europe : 3 et 1     | Woods / Reed     |
| 1                    | Session             | 3                |
| 1                    | Au général          | 3                |

Vendredi 28 septembre 2018 - Après-midi
La journée se continue avec quatre matchs en foursomes. Dans ce format, par équipe de deux joueurs, les deux golfeurs d'une équipe jouent la même balle à tour de rôle. L’un des joueurs commence les départs pairs et l’autre les impairs. Si l'équipe européenne et l'équipe américaine sont à égalité, les deux équipes partagent le trou.
La session de l'après-midi tourne très nettement à l'avantage de l'équipe européenne. La première partie de la saison est équilibrée après quatre trous avant de basculer à l'avantage d'Henrik Stenson et Justin Rose qui remportent cinq des sept trous suivants, aidés par de nombreux putts de courte distance ratés par Dustin Johnson. Si Johnson et Rickie Fowler font une remontée dans le début du retour, l'écart est trop important et les Américains doivent concéder leur défaite au 16e trou,,,.
Après avoir perdu les deux premiers trous, Rory McIlroy et Ian Poulter enchaînent sur la fin de l'aller pour remporter quatre trous consécutifs,. Dans une rencontre marquée par les erreurs des Américains Bubba Watson et Webb Simpson, McIlroy retrouve des couleurs après une matinée difficile, aidé par l'énergie et l'enthousiasme de Poulter. Le Nord-Irlandais s'illustre par un superbe coup sur le trou no 13 depuis le bord d'un étang pour permettre à son duo de réaliser un birdie,,. Ce coup fait basculer la partie et permet aux européens de contrôler les trous suivants pour décrocher la victoire sur le trou 16.
La paire la plus en difficulté de l'après-midi est celle de Phil Mickelson et Bryson DeChambeau. Ne remportant aucun trou après le no 10, les Américains sont menés jusqu'à sept trous par l'expérimenté Sergio García, dont la participation était incertaine jusqu'à la semaine précédente, et le débutant Alex Norén, pour leur entrée dans la compétition,,. Vainqueur de l'Open de France sur ce parcours en juin, Norén ne laisse aucune marge de retour à ses adversaires pour acter le troisième point européen dès le 14e trou.
Victorieuse dans la matinée, la paire européenne composée de Francesco Molinari et Tommy Fleetwood est reconduite dans l'après-midi par le capitaine Thomas Bjørn. Impressionnant au putting, le débutant Fleetwood domine dès le début de la rencontre, assisté par un Molinari en grande forme. Loin de leur niveau habituel, les Américains Jordan Spieth et Justin Thomas serrent la main de leurs adversaires dès le 14e trou,.
L'équipe européenne conclut l'après-midi après une domination totale et reprend le contrôle de la table de score par 5 points à 3,,. Il s'agit de la première session totalement dominée par l'Europe depuis 1989.
| Europe               | Résultats       | États-Unis             |
| -------------------- | --------------- | ---------------------- |
| Stenson / Rose       | Europe : 3 et 2 | Johnson / Fowler       |
| McIlroy / Poulter    | Europe : 4 et 2 | Watson / Simpson       |
| García / Norén       | Europe : 5 et 4 | Mickelson / DeChambeau |
| Molinari / Fleetwood | Europe : 5 et 4 | Spieth / Thomas        |
| 4                    | Session         | 0                      |
| 5                    | Au général      | 3                      |

### Deuxième journée
Samedi 29 septembre 2018 - Matin
Le deuxième journée débute à 8 h 10. La froideur de la matinée oblige plusieurs golfeurs à porter des bonnets et des vestes.
Rory McIlroy et Sergio García débutent la deuxième journée sur la même dynamique que la veille et sont 4 up contre Tony Finau et Brooks Koepka dès le sixième trou. Aidés par les putts ratés de Tony Finau, les Européens conservent une large marge jusqu'au réveil de la paire américaine qui remporte les trous 14, 15 et 16 pour revenir à une longueur. Sergio García réalise alors un joli putt au no 17 pour donner le point à l'Europe.
La deuxième partie démarre de manière catastrophique pour les Américains. Rickie Fowler envoie son premier coup dans l'eau et Dustin Johnson n'est pas loin de l'imiter. Johnson trouve l'eau deux coups plus tard, offrant un premier point facile à la paire européenne composée de Paul Casey et Tyrrell Hatton, deux Anglais. Casey enchaîne par trois birdies, augmentant l'avance de l'Europe dans cette partie de deux points. Jouant serré, les deux Européens laissent peu d'opportunités à leurs adversaires de revenir au score et l'emporte au 16e trou sur le score de 3 & 2.
Visage fermé, Tiger Woods se présente sur le parcours dans la matinée pour disputer une nouvelle partie de fourballs. Associé à un Patrick Reed apocalyptique, Woods semble désabusé face à la paire de Francesco Molinari et Tommy Fleetwood qui poursuivent sur leur excellente forme,. Si des rumeurs de blessure s'élèvent sur le Golf national, l'Américain est simplement émoussé à la suite de l'enchaînement avec les finales de la FedEx Cup et le décalage horaire,. Les Européens font la différence entre les trous 11 et 13, remportant les trois trous consécutivement et faisant basculer une partie jusqu'alors à égalité.
La dernière partie de la matinée est la plus serrée des rencontres de la troisième session. Jordan Spieth rentre une long putt pour gagner le onzième trou puis Justin Thomas donne à son équipe le suivant pour construire une avance de deux trous. Justin Thomas impressionne après le 11e trou, enchaînant quatre birdies jusqu'à la fin de la partie. Ian Poulter et Jon Rahm doivent l'incliner au trou no 17 malgré une belle lutte.
| Europe               | Résultats           | États-Unis       |
| -------------------- | ------------------- | ---------------- |
| García / McIlroy     | Europe : 2 et 1     | Finau / Koepka   |
| Casey / Hatton       | Europe : 3 et 2     | Johnson / Fowler |
| Molinari / Fleetwood | Europe : 4 et 3     | Woods / Reed     |
| Poulter / Rahm       | États-Unis : 2 et 1 | Thomas / Spieth  |
| 3                    | Session             | 1                |
| 8                    | Au général          | 4                |

Samedi 29 septembre 2018 - Après-midi
L'après-midi, la première partie débute sur un parcours asséché par rapport au matin et un vent plus présent. Deux cogneurs américains, Dustin Johnson et Brooks Koepka, font face à l'expérimenté duo de Henrik Stenson et Justin Rose,. Dans une partie pleine de suspense, lors de laquelle les Européens reviennent sur les Américains après avoir été décroché en début de partie, la paire européenne finie par s'imposer grâce à deux putts décisifs de Stenson sur les trous 16 puis 17 et l'échec de Koepka sur un putt d'1,5 m,.
La deuxième partie oppose Sergio García et Alex Norén à Bubba Watson et Webb Simpson. Les deux équipes font un triple bogey au trou no 2 sur un par-3,. Plus précis, les Américains sont jusqu'à 4 up après avoir remporté les trous 6, 7 et 8. L'eagle de l'équipe américaine au trou no 14 la rapproche encore un peu plus de la victoire. Après un trou 15 raté avec trois putts, les Américains concluent au 16 par un putt de Simpson. Ce succès est le premier pour les deux golfeurs américains dans ce format.
Reconduits par leur capitaine, Francesco Molinari et Tommy Fleetwood jouent leur quatrième partie ensemble en deux jours. Le duo gagne le surnom de « Mollywood ». Pour la troisième fois en deux jours, ils dominent Tiger Woods, cette fois-ci associé à Bryson DeChambeau. Maladroits au putting, Woods et DeChambeau ne réussissent pas assez de birdies pour mettre en difficulté les Européens qui font très peu d'erreurs et terminent le parcours sans un seul bogey. En avance de cinq trous à la mi-parcours, la paire « Mollywood » ajoute un point au compteur européen,. Incapable de trouver un partenaire à Woods, ce format reste l'ombre de la carrière du prodige américain. Tommy Fleetwood devient le premier débutant européen à gagner ses quatre premiers matchs de Ryder Cup.
Amis, les Américains Jordan Spieth et Justin Thomas jouent dans la dernière partie et se retrouvent face aux britanniques Rory McIlroy et Ian Poulter,. Après avoir perdu les deux premiers trous sur des erreurs de JT, Spieth et Thomas enchaînent les birdies et ne perdent plus un trou,. Défiant la foule, ce dernier multiplie les coups de grande qualité pour garder l'équipe américaine dans la compétition.
Après les quatre rencontres de l'après-midi, l'équipe européenne conserve son avance de quatre points.
| Europe               | Résultats             | États-Unis         |
| -------------------- | --------------------- | ------------------ |
| Stenson / Rose       | Europe : 2 et 1       | Johnson / Koepka   |
| García / Norén       | États-Unis : 3 et 2   | Watson / Simpson   |
| Molinari / Fleetwood | Europe : 5 et 4       | Woods / DeChambeau |
| Poulter / McIlroy    | États-Unis : : 4 et 3 | Spieth / Thomas    |
| 2                    | Session               | 2                  |
| 10                   | Au général            | 6                  |

### Troisième journée
Dimanche 30 septembre 2018 - Après-midi
Dans la première partie de la dernière journée de la Ryder Cup 2018, Rory McIlroy se voit opposé sur le parcours de l'Albatros à son ami et voisin en Floride Justin Thomas. Sous la pression de près de 30 000 spectateurs, Thomas réussit un superbe birdie sur le premier trou. McIlroy répond en égalisant sur le trou suivant puis prenant l'avantage en remportant les deux trous 3 et 4, avant de manquer un court putt au trou no 6 pour passer à 3 up. Restant à genou pendant une minute, le Nord-Irlandais perd le fil de sa rencontre et voit le débutant Thomas revenir à égalité. Dans cette rencontre serrée, Rory McIlroy s'incline sur le dernier trou face à Justin Thomas après avoir mis, sous la pression d'un premier bon coup de son adversaire, sa balle dans un bunker. Enfoncée, sa balle est mal positionnée et l'européen se retrouve de nouveau dans le bunker après une sortie ratée. Sa deuxième sortie termine dans l'eau, l'obligeant à concéder le premier point de la journée aux États-Unis avant même de se rendre sur le green,.
La deuxième partie, entre Paul Casey et Brooks Koepka, se conclut par le seul match nul de l'édition 2018 de la Ryder Cup. Sur le dernier trou, Koepka sauve son équipe et les derniers espoirs américains en sortant d'une situation compliquée dans le sable.
Rapidement devant au score face Justin Rose après avoir gagné les trous 2 et 3, Webb Simpson ne fait aucune erreur sur le parcours de l'Albatros et va même jusqu'à augmenter son avance sur le septième trou. La partie se conclut au seizième trou, un par-3 sur lequel les deux joueurs réalisent un birdie.
Vedette des deux premiers jours, Tommy Fleetwood est complètement dominé par Tony Finau dans sa rencontre en individuel. L'Américain rentre birdie sur birdie pour être 5 up après dix trous pour une facile victoire sur le score de 6 & 4.
Laissé au repos par son compatriote et capitaine Bjørn, Thorbjørn Olesen s'illustre dans sa rencontre individuelle en dominant Jordan Spieth 5 & 4,. Ce format n'a jamais réussi à Spieth dont le bilan en individuel entre la Ryder Cup et la Presidents Cup est de six défaites pour aucune victoire.
Tiger Woods termine son calvaire par une quatrième défaite en quatre matchs. Battu par Jon Rahm, heureux de battre son idole d'enfance, le Tigre multiplie les erreurs bien qu'il montre pour la première fois du week-end son poing rageur à la suite d'un eagle réussi au trou numéro 9.
Sergio García entre dans l'histoire de la Ryder Cup en apportant le point de son duel avec Rickie Fowler à son équipe. Il devient le joueur ayant marqué le plus de points dans l'histoire de la Ryder Cup avec 25,5 unités devant Nick Faldo.
En battant Phil Mickelson en individuel, l'Italien Francesco Molinari conclut la compétition avec cinq victoires en autant de rencontres. Symbole d'une semaine difficile pour le gauche américain, il conclut sa partie en mettant sa balle dans l'eau. Mickelson serre alors la main de son adversaire et scelle la victoire finale de l'Europe.
Alors que la victoire est acquise à l'Europe depuis plus d'1 heure, Alexander Norén conclut cette édition avec un putt remarqué sur le green du 18 apportant ainsi un ultime demi-point supplémentaire à l’équipe européenne.
| Europe             | Résultats           | États-Unis        |
| ------------------ | ------------------- | ----------------- |
| Rory McIlroy       | États-Unis : 1 up   | Justin Thomas     |
| Paul Casey         | Égalité             | Brooks Koepka     |
| Justin Rose        | États-Unis : 3 et 2 | Webb Simpson      |
| Jon Rahm           | Europe : 2 et 1     | Tiger Woods       |
| Tommy Fleetwood    | États-Unis : 6 et 4 | Tony Finau        |
| Ian Poulter        | Europe : 2 up       | Dustin Johnson    |
| Thorbjørn Olesen   | Europe : 5 et 4     | Jordan Spieth     |
| Sergio García      | Europe : 2 et 1     | Rickie Fowler     |
| Francesco Molinari | Europe : 4 et 2     | Phil Mickelson    |
| Tyrrell Hatton     | États-Unis : 3 et 2 | Patrick Reed      |
| Henrik Stenson     | Europe : 5 et 4     | Bubba Watson      |
| Alexander Norén    | Europe : 1 up       | Bryson DeChambeau |
| 7½                 | Session             | 4½                |
| 17½                | Au général          | 10½               |

### Victoire européenne
Après trois jours de compétition, l'équipe européenne l'emporte sur le score de 17½ à 10½,. Ce succès est l'un des beaux succès de l'histoire de l'équipe européenne. Chacun des douze joueurs européens a apporté au moins un point à son équipe. Porté par des supporteurs heureux, Tommy Fleetwood célèbre pendant de longues minutes son premier succès dans la compétition pour le débutant anglais. Devant la tribune principale, les Européens sont à la fête en attente la fin de la dernière partie d'individuel, enchaînant clapping, ovations et accolades. Célébré comme un joueur de football, Francesco Molinari exprime que ce succès signifie plus pour lui qu'une victoire dans un tournoi majeur. Vedette de l'équipe européenne, Molinari a disputé et remporté cinq matchs dans cette édition 2018, devenant le premier européen à réaliser cet exploit,. Heureux comme rarement, l'Anglais Ian Poulter, surnommé le « facteur », se déguise en boîte aux lettres dans la célébration.
Annoncée comme une Dream Team, une équipe de rêve, l'équipe américaine déçoit. Les choix du capitaine Jim Furyk sont critiqués, notamment le pari d'avoir sélectionné Phil Mickelson qui est apparu vieillissant et n'a apporté aucun point à son équipe. Deux des trois autres choix n'ont pas rapporté un point eux aussi : Bryson DeChambeau et Tiger Woods. Furyk a également cassé la paire précédemment victorieuse de Patrick Reed et Jordan Spieth pour laisser jouer Spieth avec son ami Justin Thomas, laissant Reed mécontent et perdu sur le parcours,,. En retrait sur le parcours, Furyk, à l'image de son équipe, a montré des lacunes dans la communication.

### Citations originales
1. ↑  (en) « What an honour it is to be standing before you today; it is a privilege to serve as US captain and a pleasure to do so in France … the story of America … cannot be told without the close bond that has tied America and France together, from Lafayette standing alongside Washington, to the gift of the Statue of Liberty, to our alliance in the struggle for liberty in the 20th century. This week as a token of our bond we have badges with the symbol of the Statue of Liberty emblazoned on them … while inside the ropes we compete against each other, outside them we stand alongside each other. ».
2. ↑  (en) « I can say hand on heart that I’ve never felt prouder than I do now standing here as Europe’s Ryder Cup captain. To lead these 12 players is a tremendous honour and I’m thrilled to do it against the [distant] backdrop of one of the great cities of the world. Every country in Europe is proud of its history but perhaps there’s none with a greater heritage than France … from hitting golf balls off the Eiffel Tower to dining at the Palace of Versailles, the journey here has been memorable.… ».